# Šigeo Sugimoto
Šigeo Sugimoto (japonsko 杉本 茂雄), japonski nogometaš, * 4. december 1926, Hjogo, Japonska, † 2. april 2002.
Za japonsko reprezentanco je odigral tri uradne tekme.